# Parashurama

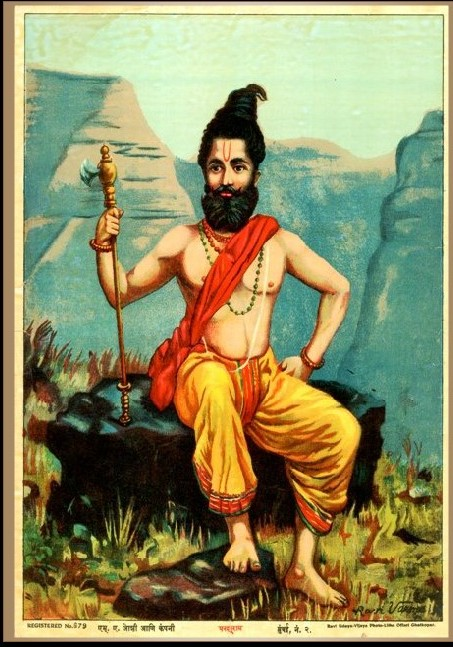
Parashurama

Parashurama (Sanskrit: परशुराम) (”Rama med yxan”) är i indisk mytologi den sjätte av guden Vishnus många inkarnationer som han uppträdde i när han bekämpade en världslig kast som börjat få ökat inflytande.